# ميخائيل جاي دالي
ميخائيل جاي دالي (بالإنجليزية: Michael J. Daly)‏ هو عسكري أمريكي، ولد في 15 سبتمبر 1924 في نيويورك في الولايات المتحدة، وتوفي في 25 يوليو 2008 في فيرفيلد في الولايات المتحدة بسبب سرطان البنكرياس.